# Leslye Headland
Pour les articles homonymes, voir Headland.
Leslye Headland est une réalisatrice, scénariste et productrice américaine née en 1980 à Maryland,,.

## Biographie

### Vie privée
Leslye Headland s'est mariée à l'actrice Rebecca Henderson en septembre 2016.

## Filmographie
| année | film                                                               | scénariste  | réalisatrice | productrice | actrice             | notes           |
| ----- | ------------------------------------------------------------------ | ----------- | ------------ | ----------- | ------------------- | --------------- |
| 2010  | Terriers                                                           | 12 épisodes |              |             |                     | série télévisée |
| 2011  | Inconvenient Interviews with Risa                                  |             |              |             | l'interviewée       | court métrage   |
| 2012  | Bachelorette                                                       | Oui         | Oui          | Oui         | une fille à la fête | film            |
| 2013  | Assistance                                                         | Oui         |              | Oui         |                     | téléfilm        |
| 2014  | About Last Night (en)                                              | Oui         |              |             |                     | film            |
| 2015  | Sleeping with Other People                                         | Oui         | Oui          | Oui         |                     | film            |
| 2016  | Robert De Niro Tricks Zac Efron Into Making Him a Sandwich         |             | Oui          |             |                     | série télévisée |
| 2016  | Robert De Niro's Happy Birthday Greeting to Zac Efron's Girlfriend |             | Oui          |             |                     | court métrage   |
| 2016  | Zac Efron Pitches Robert De Niro on Movie Reboots                  |             | Oui          |             |                     | mini-série      |
| 2016  | Blunt Talk                                                         |             | 2 épisodes   |             |                     | série télévisée |
| 2017  | Cleansed                                                           |             |              | Oui         |                     | série télévisée |
| 2017  | Poupée russe                                                       | Oui         |              | Oui         |                     | série télévisée |
| 2018  | Heathers                                                           |             | Oui          |             |                     | série télévisée |